# 神代長良
神代 長良（くましろ ながよし）は、戦国時代、安土桃山時代の武将。肥前三瀬城主。

## 生涯
天文6年（1537年）、山内二十六ヶ山惣領である神代勝利の嫡子として生まれる。初名は父の1字を取って勝良（かつよし）といった。父と同じく少弐氏の家臣として仕えて龍造寺隆信と戦った。永禄7年（1564年）に父が隠居したため、家督を継いで当主となる。
隆信とは永禄4年（1561年）の川上峡合戦で干戈を交えた後に永禄5年（1562年）に、長良の娘・初菊を隆信の三男・鶴仁王丸（後の後藤家信）へ嫁がせることで和談に至っていたが、永禄8年（1565年）3月に父が病没、また4月に長男・長寿丸（千寿丸とも）と初菊が揃って疱瘡を患い死去すると、それを好機とばかりに隆信勢が居城の千布城へ攻めてくる。不意を突かれた長良は筑前国へ逃れた。しかし、大友家臣である鷲岳城主の大鶴宗周を頼ると、戸次鑑連（後の立花道雪）・大友宗麟と知遇を得られた。そして、同年8月20日、旧臣の援けと原田隆種らから得た加勢の300騎をもって山内への復帰を果たせた。
翌年、長良は昨年の恨みを晴らすべく、干ばつの最中であった納富信景の領地の水源を断ち、不審に思い現れた信景の嫡子・納富信純（のぶずみ：信澄とも）とその手勢を伏兵にて討ち取った。
その後は大友氏に属し、隆信の居城・村中城攻めに参加、今山の戦いでは家臣数名が討たれている。元亀2年（1571年）、隆信が少弐・大友の領地を攻めるべく出陣している留守を突かんと出陣、これを聞き付けた納富信景と戦った後に和睦、以降は龍造寺家臣となり、小河信俊の子（隆信の義弟である鍋島直茂の甥）である家良（いえよし）を養子として迎えている。天正9年5月28日、三瀬城にて病死した。享年45。
家良の家系は後に佐賀藩の藩主一門格の川久保鍋島家となった。